# Beerers
Beerers（ビーラーズ） は、日本の音楽ユニット。2012年に結成。

## 概要
Beerers（ビーラーズ）という名称は、メンバーの異常なまでのビール好きからきている。オリジナル曲のタイトルのほとんどがビールに関連し、田川の作編曲によるものである。

## バンド名の由来
- 2012年2月、六本木界隈で飲んでいた加藤と田川が音楽ユニット結成を計画する。Beerers（ビーラーズ）というユニット名は計画の最初に決定された。1曲でもいいからビール会社に気にいってもらい、CMに採用されたら、一生ビールに困らない生活が出来ると言う不順な動機で活動を続けている。

## メンバー
| 名前                       | 誕生日・出身地        | 愛称       | 担当                                        |
| -------------------------- | --------------------- | ---------- | ------------------------------------------- |
| 加藤俊彦 (かとう としひこ) | 5月1日 神奈川県横浜市 | としちゃん | 篠笛、能管、 あすなろ管、 田楽笛、 相模能管 |
| 田川文彦 (たがわ ふみひこ) | 2月10日 長崎県長崎市  | ふみちゃん | ピアノ、 キーボード、 作曲                  |

## 来歴
- 2013年6月15日に、田川の居住地である種子島で初のライブを行うが、これに先立って、同年6月12日に、Beerers名義での加藤単独LIVE！「一人でも呑んだくれ」を神田で行っている。このときのサポートメンバーには仁詩（バンドネオン）と鈴木麻衣（筝、三味線）がいた。

## ディスコグラフィ
CD iTunes
- おとぎ〜変わらぬ愛〜

## ライブ活動
2013年
- 6月12日  単独LIVE「一人でも呑んだくれ」、Live&Bar SECOND STEP、ゲストサポート、仁詩（バンドネオン）、鈴木麻衣（筝、三味線）、田川は曲の提供のみで演奏には参加していない。
- 6月15日  Beerers First LIVE in 種子島、ポルト、ゲストサポート、仁詩（バンドネオン）、鈴木麻衣（筝、三味線）
- 8月30日  Beerers LIVE in NAGASAKI、旧香港上海銀行長崎支店記念館多目的ホール、ゲストサポート、林田賢（ピアノ)、泉歌弥(三線）
- 9月24日 Beerers＋まつ乃屋あづき「酒と言えば芸者ですな！」、Live&Bar SECOND STEP。

2014年
- 5月17日 第4回 花見山を守る会チャリティーコンサート、ゲストサポート、サルーキ＝（ロックンロール・バンド）、神山みさ（フォークシンガー）田川は曲の提供のみで演奏には参加していない。
- 7月6日 都賀屋 邦楽〜箏、三味線、笛の音にのせて〜ゲストサポート、藤間鶴熹（舞踊）、田川は曲の提供のみで演奏には参加していない。
- 9月6日 芳佳会 会津、能楽の会にゲスト出演。田川は曲の提供のみで演奏には参加していない。

2015年
- 4月18日 第5回 花見山を守る会チャリティーコンサート、ゲストサポート、サルーキ＝（ロックンロール・バンド）、神山みさ（フォークシンガー）田川は曲の提供のみで演奏には参加していない。

2017年
- 5月7日 「地唄にピアノを重ねてみれば文明開化の音がする」、横浜市港北公会堂。

2018年
- 5月9日  「Beerers×富久丸 お座敷遊びにBeerers」、うさぎ庵。